# E軍集団
E軍集団 (ドイツ語: Heeresgruppe E)は第二次世界大戦時のドイツ国防軍の軍集団。
1943年1月1日に第12軍から編成され、アルバニア、ギリシャ、セルビア軍政地、クロアチア独立国など東地中海全域に配備されていた。

## 戦闘序列
主要部隊
- 第11空軍野戦師団（英語版） (アッティカ守備隊) - 中将 Wilhelm Kohler
- ロードス強襲師団（英語版） (1944年にバルカンのブランデンブルク師団と合併)
- 第68軍団 (ドイツ軍)（フランス語版） (東部ギリシャ、ペロポネソス半島)
  - 第117猟兵師団（英語版） - 山岳歩兵大将 en:Karl von Le Suire
  - 第1機甲師団（英語版） (1943年6月-10月) - 少将 Walter Krüger
- 第22山岳軍団（英語版） (西ギリシャ) - 山岳歩兵大将 en:Hubert Lanz
  - 第104猟兵師団（英語版） - 歩兵大将 en:Hartwig von Ludwiger
  - 第1山岳師団（英語版） - 中将 en:Walter Stettner
- 第41要塞師団
- クレタ要塞
  - 第22師団（英語版） - 歩兵大将フリードリッヒ＝ヴィルヘルム・ミュラー
- 999シリーズの第22警察「要塞大隊」

## 活動
主にギリシャ・ユーゴスラビア地域でのパルチザン鎮圧活動に参加していた。活動の中にはカラブリタの虐殺やディストモの虐殺などの残虐行為が含まれているほか、1943年9月のイタリア軍武装解除時には5,000名のイタリア人捕虜を虐殺するアックイ師団虐殺などが行われている。同時に、軍集団はイタリア占領下であったドデカネス諸島におけるドデカネス諸島戦役でイギリス軍を撃退している。
1945年春のドイツ軍のバルカン半島撤退時にはハンガリーに戻り、幾つかの部隊はオーストリアやドイツ南部に配置された。1945年の撤退の間、要塞にいた部隊はLXXXXI軍団に合流した。
E軍集団はマクシミリアン・フォン・ヴァイクスのF軍集団の残存部隊と合流し、F軍集団は1945年3月25日に解散した。
E軍集団の参加者では、軍政下のテッサロニキで登用され、後のオーストリア大統領で国際連合事務総長となるクルト・ヴァルトハイムが有名である。

## 司令官
- 1942年12月31日-1945年5月8日 - 空軍上級大将 アレクサンダー・レーア[2]

## 註
1. ↑  p.24, Thomas
2. ↑  D 3, Hogg